# Чечва (хутір)
Чечва — хутір біля містечка (тепер села) Грунь Охтирського району Сумської області. Раніше — Зіньківського повіту на Полтавщині.

## Уродженці Чечви
- Остап Вишня — український письменник, новеліст, класик сатиричної прози XX ст.
- Кость Губенко — український актор, драматург, брат Остапа Вишні.
- Василь Чечвянський — письменник-гуморист, брат Остапа Вишні.